# Spedizione di Preston e Somers
La spedizione di Preston e Somers o presa di Caracas fu una serie di azioni militari che ebbero luogo tra la fine di maggio e la fine di luglio del 1595 nel corso della guerra anglo-spagnola. Una spedizione inglese capeggiata da George Somers e da Amyas Preston salpò dall'Inghilterra alla volta dello Spanish Main inizialmente con l'intento di supportare la spedizione di sir Walter Raleigh che si svolse nel medesimo periodo. Dopo aver fallito l'incontro con l'altro corpo di spedizione, Preston e Somers iniziarono ad avventurarsi in maniera indipendente lungo la costa della Provincia del Venezuela e catturarono il forte di La Guaira prima di portarsi nell'entroterra a sud. Dopo un arduo percorso tra le montagne, gli inglesi furono in grado di catturare la città spagnola di Caracas. Dopo il fallimento della richiesta di un riscatto la città venne saccheggiata e messa a ferro e fuoco e poi gli inglesi l'abbandonarono per portarsi a conquistare Coro e poi ancora si portarono per una breve escursione nelle Indie occidentali spagnole. Gli inglesi furono in grado di tornare in patria senza problemi col bottino raccolto.

## Antefatto
La guerra dell'Inghilterra con la Spagna era all'attivo ormai da dieci anni; le colonie, le navi da guerra e i mercanti spagnoli erano soggetti a continui attacchi da parte dei pirati inglesi. Molti di questi erano agli ordini della regina Elisabetta I d'Inghilterra ma molti erano delle joint venture come l'Armada inglese. Nel 1595 una di queste spedizione fu quella di Amyas Preston e George Sommers con le loro navi Ascension, Gift, Julian e Darling (di proprietà di sir Walter Raleigh), Angel e una pinaccia chiamata Delight. Il proposito della spedizione era quello di cooperare alla spedizione esplorativa di Raleigh a Trinidad ed in Guiana nella speranza di trovare la famosa città di El Dorado e fare del bottino nelle colonie dell'Impero Spagnolo con loro. Per questo proposito vennero sbarcati 300 uomini, molti dei quali erano soldati professionisti dell'esercito inglese che avevano combattuto contro gli spagnoli in Olanda e in Francia. Preston si era fatto notare durante la battaglia contro l'Invincibile Armada del 1588. Somers raggiunse gli onori delle cronache al comando della Flibcote quando in un sol colpo riuscì a fare 8000 sterline di bottino dagli spagnoli a Caracas.
Salpati da Plymouth il 12 marzo, vennero raggiunti dal capitano Moses Willis a bordo della Archangel e da due altri vascelli salpati da Southampton. Come prova generale per gli attacchi futuri il gruppo agì sull'insediamento portoghese di Porto Santo sull'isola di Madeira e riuscì a saccheggiare alcuni piccoli villaggi circostanti.

## La spedizione
Il 18 maggio Preston e Somers raggiunsero Dominica e dopo aver fatto provviste per sei giorni sull'isola salparono alla volta delle isole Los Testigos. Qui tennero una adunata sulla spiaggia il 28 maggio e continuarono a sudovest verso l'Isola Margarita che avvistarono ben presto e dove attraccarono il giorno successivo. Esplorarono la vicina Isola di Coche il giorno successivo e catturarono una caravella spagnola ed alcuni pescherecci di perle che provenivano da Porto Rico.

### Cumana e La Guaira
Il 1 giugno otto vascelli inglesi e la nave catturata agli spagnoli raggiunsero Cumaná al largo del Venezuela spagnolo e qui riuscirono a prendere altre tre caravelle ancorate nella baia. Prima di sbarcare ad ogni modo gli inglesi sondarono il morale della popolazione e decisero di minacciare di bruciare la città dietro pagamento di un riscatto. La strategia ebbe successo e poterono prelevare un modesto quantitativo di rifornimenti lasciando la città dopo averne incendiate le caravelle al porto.
Gli inglesi si spostarono quindi lungo la costa ed ancorarono a circa un miglio e mezzo ad est di La Guaira in una spiaggia presso Macuto. Sbarcarono una piccola flotta e si mossero parallelamente al mare avvistando la locale fortezza (l'attuale Forte el Vigía) che proteggeva il piccolo villaggio ma anche, e soprattutto, l'accesso alla città di Santiago de León de Caracas più nell'entroterra. Somers sbarcò il resto dei suoi uomini e guidò le sue forze. Dopo aver messo alla prova le difese degli inglesi ed assaltata la piccola fortezza di La Guaira vi trovò ben poca resistenza. Ciò che rimaneva della guarnigione si era spostata altrove quando seppe dell'arrivo degli inglesi nell'area. Il giorno successivo, al pomeriggio, una pattuglia di cinquanta cavalieri spagnoli discese dalle montagne di Caracas ed notò che gli inglesi avevano occupato il forte. Ottanta moschettieri al comando del capitano Roberts li scovò e gli spagnoli si ritirarono prontamente. Gli spagnoli realizzarono dunque che l'intento degli inglesi era proprio quello di colpire Caracas.

### Caracas
Gli spagnoli fecero quel che poterono per sbarrare l'avanzata degli inglesi, concentrando le loro forze sulla strada principale (El Camino del Rey) che portava appunto a Caracas. Preston e Somers sapevano che prendere Caracas avrebbe voluto dire fronteggiare forze ben maggiori perché poste all'interno e con difese più rafforzate e quindi si sarebbe perduto l'effetto a sorpresa dell'attacco. Per gli inglesi prendere Caracas era inoltre complesso perché la città era stata costruita su un altipiano compreso tra i 700 ed i 900 metri di altezza a quasi 10 km all'interno di una valle protetta dalle montagne di El Ávila, poste all'interno della Cordigliera della Costa venezuelana con un rilievo ricoperto da una fitta vegetazione arborea tropicale ed è disabitato. Caracas stessa aveva una guarnigione composta prevalentemente da milizia ed era diretta dal governatore Diego Osorio Villegas.

Panorama di La Guaira (a sinistra) da Pico Naiguatá guardando verso Pico Oriental, tratti che Preston e Somers attraversarono nel 1595 per portarsi a Caracas (destra)

Nella notte gli inglesi uscirono dal loro forte e raggiunsero le montagne per iniziare l'ascesa al pico Naiguata. Gli spagnoli ad ogni modo non seguirono da vicino i movimenti del nemico e questo ovviamente finì per andare a vantaggio di Preston e di Somers. La colonna marciò nella pioggia per tutta la notte. Vennero aiutati da un indiano locale che utilizzarono come guida e col quale furono in grado di avanzare lungo i sentieri ancora poco conosciuti delle montagne, mantenendosi lontani dalla strada principale che sapevano sarebbe stata sorvegliata. Marciarono nella foresta per tutta la notte, fermandosi solo davanti ad un ruscello dove si rinfrescarono ed attesero il giorno. Nel loro viaggio raggiunsero il Pico Naiguatá  che separa Caracas dal mare, con un'altitudine di 2 765 mt s.l.m. e marciarono poi con la nebbia del mattino seguente verso il villaggio. Gli inglesi, a mezzogiorno dell'8 giugno, giunsero finalmente a vedere Caracas incolumi. Avevano marciato per quasi dieci chilometri su un terreno impossibile e, sebbene affaticati, non avevano subito alcuna perdita. Notarono come una parte della milizia si frapponeva tra loro e la città ma il grosso di essa si trovava sulla strada principale.

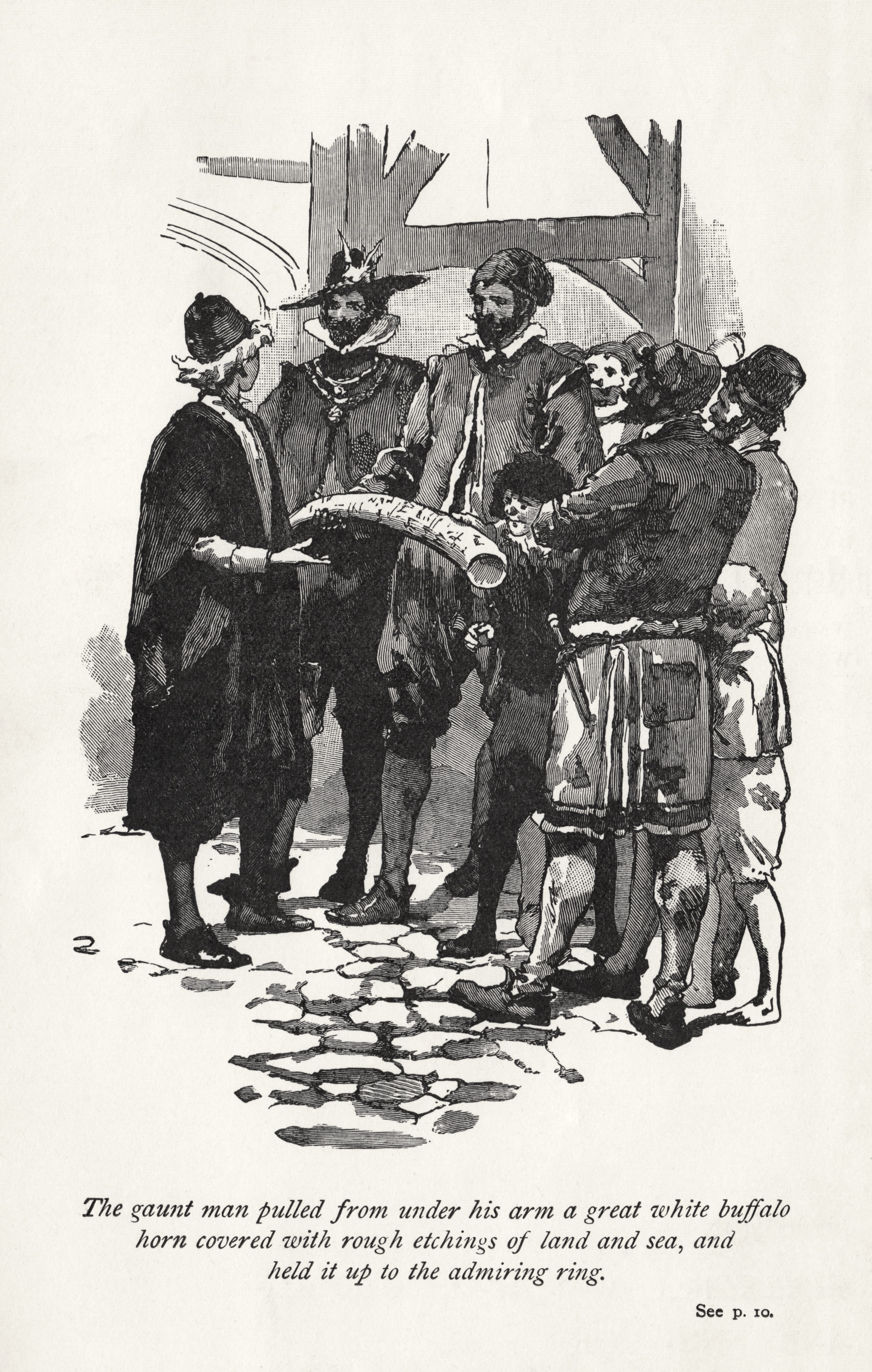
Frontespizio di Westward Ho! (edizione del 1899), un racconto sulla presa di Caracas. Qui degli ufficiali inglesi discutono tra loro.

Preston e Somers formarono quindi tre gruppi, il principale al centro e i due più piccoli in laterale. Gli inglesi attaccarono rimanendo nelle loro posizioni e perciò spinsero gli spagnoli ad uscire dalle loro posizioni, motivo per cui gli assediati ebbero numerosi feriti. Il resto della milizia di guardia alla strada principale venne colta di sorpresa dall'attacco degli inglesi ed era in completo disordine. Gli inglesi penetrarono in città incontrando ben poca resistenza. In assenza del governatore Diego de Osorio, il sindaco di Baruta, un vecchio spagnolo di nome Alonso Andrea de Ledesma tentò di difendersi con lancia e scudo ma venne colpito da un proiettile alla testa. Ammirato comunque dall'affronto coraggioso, Preston ordinò che De Ledesma fosse portato sul suo scudo e ricevesse gli onori militari convenuti ad un eroe prima della sua sepoltura in una tomba appropriata. Gli invasori si assicurarono la città alle 15.00 quando la milizia cercò di riprendersi l'insediamento ma venne respinta.
Gli inglesi mantennero Caracas per cinque giorni, ma infine gli spagnoli chiesero loro un parley durante il quale gli inglesi chiesero un riscatto di 30 000 ducati d'oro per abbandonare la città. Gli spagnoli ne offrirono 2000, poi 3000 ma questa somma era troppo poca per Preston e Somers dal momento che durante i saccheggi questi avevano potuto reperire ben poco di valore. Gli spagnoli offrirono quindi 4000 ducati per risparmiare ciò che restava della città ma Preston e Somers avevano saputo dagli indiani che gli spagnoli avevano avuto ordine di ritardare i negoziati il più possibile sino all'arrivo di rinforzi. Preston e Somers erano furiosi per le continue proposte degli spagnoli conoscendo ora i loro piani segreti e per questo il mattino seguente decisero di porre a ferro e fuoco Caracas e di bruciarne tutti i campi circostanti. Se ne partirono dunque compiendo altre razzie. La milizia spagnola entrò a Caracas poco dopo che gli inglesi se ne erano andati e trovarono la città perlopiù in rovina. Gli inglesi tornarono a La Guaira verso mezzogiorno del 14 giugno con il bottino, esausti del viaggio. Il giorno successivo Preston e Somers demolirono la fortezza locale e si prepararono a partire.

### Chichiriviche e Coro
La mattina successiva gli inglesi partirono da La Guaira e si rivolsero ad ovest. Il 16 giugno giunsero appena fuori dalla città di Chichiriviche. Somers con una barca ed alcuni uomini catturò tre vascelli spagnoli ancorati nel porto locale e se ne assicurò il bottino prima di incendiarli. Entrarono nel villaggio senza resistenza anche se realizzarono che esso era troppo piccolo per poter chiedere agli spagnoli un riscatto degno di nota e per questo ripartirono verso ovest verso Santa Ana de Coro.
Il 20 giugno, sempre seguendo la costa, gli inglesi avvistarono la baia di Coro; Preston guidò la sua formazione sulla spiaggia per le 23.00. L'obbiettivo era ora il villaggio di Coro che si trovava a sud della penisola di Paraguaná, su una pianura costiera, fiancheggiata dall'istmo di Médanos. L'area era famosa per essere stata colonizzata dai tedeschi per i finanziamenti concessi dai banchieri Welser alla Spagna negli anni '20 e '40 del Cinquecento. Il villaggio aveva una piccola guarnigione al comando del governatore Juan de Riberos.
Somers rimase nella retroguardia con cinquanta uomini ma gli spagnoli cercarono di opporsi al gruppo. Gli inglesi tentarono un assalto notturno al villaggio ma si trovarono di fronte delle barricate costruite in precedenza dagli spagnoli per bloccare la loro avanzata. Gli inglesi attaccarono in massa ma gli spagnoli riuscirono a respingere il primo attacco e tentarono quindi di avanzare, ma iniziarono a perdere terreno. Con ulteriori rinforzi, però, gli inglesi lanciarono un ulteriore assalto e riuscirono ad aprirsi la strada verso la cittadina, battendone i difensori. Raggiunsero Coro dopo un piccolo scontro e la città venne conquistata completamente il mattino successivo con poche perdite. Gli inglesi, pur in possesso della città, trovarono le strutture completamente vuote dal momento che i residenti con de Riberos avevano ricevuto per tempo la notizia dell'avanzata del nemico ed avevano portato con sé i loro beni. Preston ordinò dunque di saccheggiare il villaggio.
Coro venne tenuta per due giorni ma Preston seppe della tempesta che aveva colpito le navi ancorate. Somers con le sue navi era stato sbalzato in mezzo al mare. Preston ordinò quindi che Coro fosse messa a ferro e fuoco; tutte le costruzioni vennero distrutte tra cui la chiesa e la cappella locali. Preston tornò con la sua colonna di uomini alla costa e si pose alla ricerca di Somers. La sera successiva trovarono Somers che si era posto all'entrata del Lago Maracaibo, ma il gruppo comunque decise di ripartire alla volta di Hispaniola il 26 giugno.

### La fine della spedizione
Il 30 giugno lo squadrone di Preston e Somers avvistò Hispaniola ed il giorno successivo ancorò alla penisola di Tiburon per fare rifornimento. Quando la formazione riprese il viaggio l'8 luglio, la Ascension di Preston e la Gift di Somers furono le uniche due navi a rimanere, mentre le altre vennero fatte ripartire verso la madrepatria.
Quattro giorni dopo i due vascelli ancorarono in Giamaica e qui rimasero per alcuni giorni prima di portarsi verso le isole Cayman. Raggiunsero Cabo Corrientes presso Cuba il 22 luglio e qui decisero di prendere parte al blocco de L'Avana nel tentativo di fare ulteriore bottino. Malgrado tutto a bordo però iniziò a diffondersi un'epidemia di dissenteria che uccise otto uomini e pertanto la spedizione venne dichiarata conclusa. Senza danni particolari le navi poterono tornare in Inghilterra.

## Conseguenze
Prima che gli inglesi lasciassero i Caraibi incontrarono le navi di Raleigh di ritorno dalla Guiana con le quali fecero gruppo. Toccarono terra a Terranova nell'agosto di quello stesso anno dove raccolsero provviste di pesce prima di attraversare l'Atlantico e giungere a Milford Haven nel Galles il 10 settembre senza ulteriori perdite.
La spedizione in termini di saccheggi era stata moderata ed aveva appena coperto le spese degli investitori. La spedizione era intenzionalmente stata costituita per aiutare Raleigh nella sua ricerca di El Dorado, ma si era spinta oltre. La spedizione fu invece strepitosa in termini militari. La presa di Caracas fu un successo morale e militare contro gli spagnoli.
Uno storico del XVII secolo, lo spagnolo José de Oviedo y Baños, descrisse così l'azione di Preston e Somers:
Somers e Preston ricevettero entrambi il titolo di cavaliere dalla regina Elisabetta I per i loro sforzi nella spedizione e per gli ulteriori colpi inflitti alla Spagna. Nel 1596 Preston venne nominato capitano della Ark Royal e con essa prese parte assieme a Lord Howard alla spedizione di Cadice.
Ritornato a Caracas, il governatore Diego de Osorio y Villegas organizzò le difese per resistere a futuri attacchi pirateschi, ordinando la costituzione di diverse guarnigioni permanenti lungo le coste e lungo la strada reale per Caracas.

### Nella cultura di massa

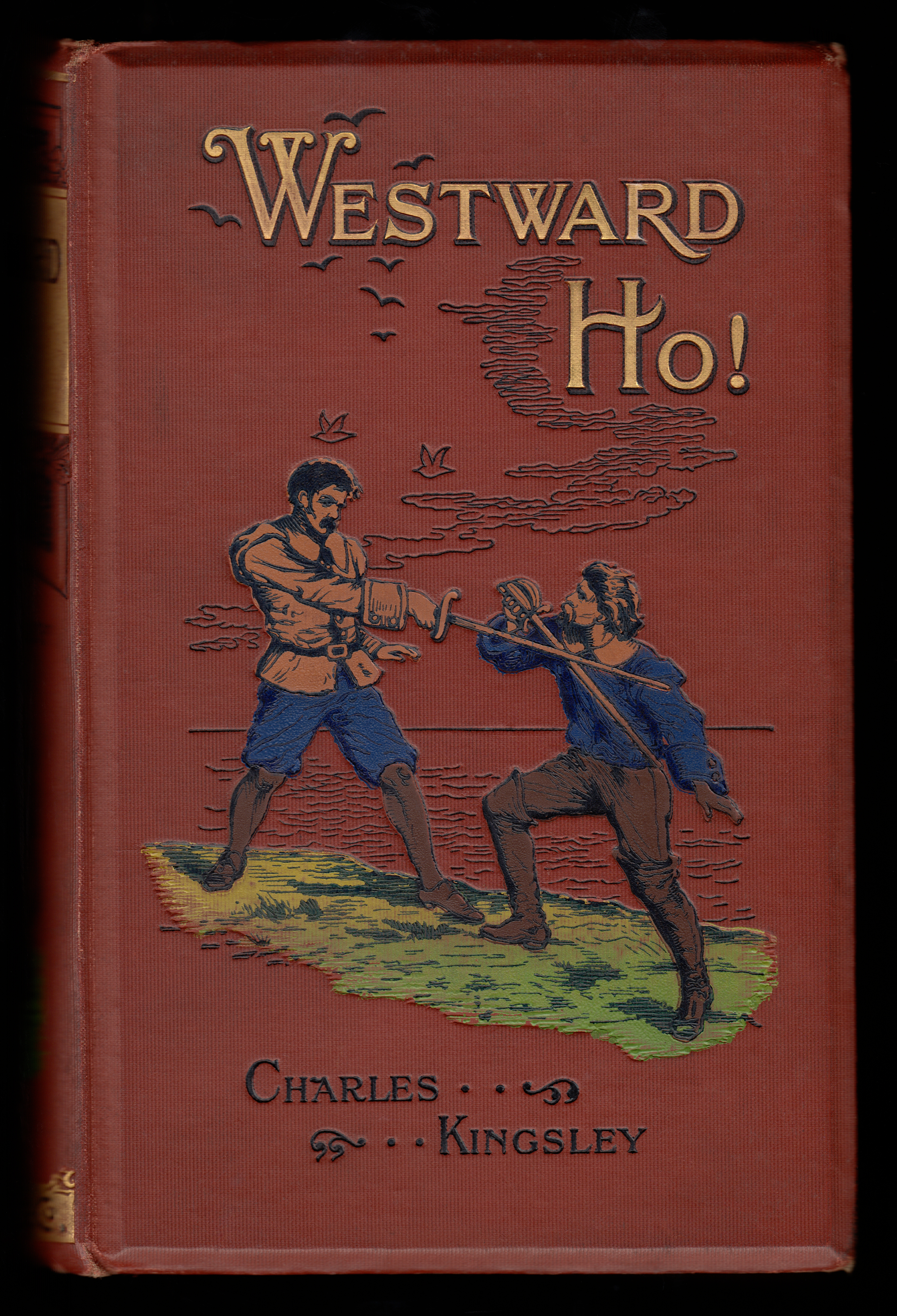
Copertina dell'edizione del 1899 del racconto Westward Ho! di Frederick Warne & Co

Nel 1607, Preston e Somers si riunirono nella fondazione della colonia della Virginia; specificatamente vennero coinvolti nella fondazione di Jamestown, il primo insediamento permanente degli inglesi in Nord America sulle rive del fiume James.
Somers è ricordato ancora oggi come il fondatore della colonia delle Bermuda e della Somers Isles Company, una joint venture commerciale.
Il raid di Preston e Somers fu l'unico attacco che Caracas subì durante l'intero periodo coloniale a differenza di altre città costiere dell'Impero Spagnolo.
Secondo alcune fonti (in gran parte venezuelane) vi fu un valoroso combattente che si oppose agli inglesi a Caracas, Alonso Andrea de Ledesma, che fu tra le ispirazioni per la figura di Don Chisciotte di Miguel de Cervantes, scritto dieci anni dopo quegli eventi. Il compositore venezuelano Eric Colon scrisse un'opera chiamata El Caballero de Ledesma che ebbe la propria prima rappresentazione il 5 maggio 1979 e che fece sold-out al Teatro Municipal ed all'Opera Metropolitana di Caracas.
Lo scrittore del XIX secolo, Charles Kingsley, utilizzò la spedizione come sfondo storico del suo racconto d'avventura Westward Ho!.